# Victor Eriksson
Victor Kim Ludwig Eriksson (17 settembre 2000) è un calciatore svedese, difensore del'Hammarby.

## Carriera

### Club
Cresciuto nel settore giovanile del Värnamo Södra FF, trascorre i primi anni della carriera tra la quinta e la sesta divisione, per un totale di 35 presenze in incontri di campionato nell'arco di complessive tre stagioni.
Nel 2018, all'età di 18 anni, viene acquistato dall'IFK Värnamo, che lo aggrega alle proprie giovanili. Promosso in prima squadra l'anno successivo, con i biancoblù si rende tra i protagonisti della scalata dalla terza divisione alla prima divisione svedese, concretizzatasi tramite due promozioni consecutive tra il 2020 ed il 2021, alle quali dopo aver giocato 16 partite (con un gol segnato) nel 2019, Eriksson contribuisce rispettivamente con 30 e 20 presenze. Il 3 aprile 2022 debutta nell'Allsvenskan, disputando l'incontro perso per 2-1 contro l'IFK Göteborg. Quell'anno gioca tutte e 30 le partite di campionato in programma, contribuendo a conquistare la salvezza. Durante l'Allsvenskan 2023 gioca invece 29 partite su 30, tutte da titolare, diventando parte della squadra che riesce a fine torneo a centrare un sorprendente quinto posto in classifica. A fine stagione lascia la squadra a parametro zero.
La sua carriera prosegue nella Major League Soccer americana con l'ingaggio da parte del Minnesota United, società che lo ingaggia nel gennaio 2024. Con gli statunitensi tuttavia trova poco spazio, così in estate fa rientro in patria.
Nel luglio 2024, alla riapertura del calciomercato svedese, Eriksson diventa infatti un giocatore dell'Hammarby, squadra guidata proprio dal tecnico Kim Hellberg che era già stato suo allenatore durante la precedente esperienza all'IFK Värnamo.

### Nazionale
Nel 2023 ha esordito nella nazionale svedese.

## Statistiche

### Presenze e reti nei club
Statistiche aggiornate al 26 novembre 2022.
| Stagione             | Squadra              | Campionato           | Campionato | Campionato | Coppe nazionali | Coppe nazionali | Coppe nazionali | Coppe continentali | Coppe continentali | Coppe continentali | Altre coppe | Altre coppe | Altre coppe | Totale | Totale |
| Stagione             | Squadra              | Comp                 | Pres       | Reti       | Comp            | Pres            | Reti            | Comp               | Pres               | Reti               | Comp        | Pres        | Reti        | Pres   | Reti   |
| -------------------- | -------------------- | -------------------- | ---------- | ---------- | --------------- | --------------- | --------------- | ------------------ | ------------------ | ------------------ | ----------- | ----------- | ----------- | ------ | ------ |
| 2015                 | Värnamo Södra        | D3                   | 1          | 0          |                 | -               | -               |                    | -                  | -                  |             | -           | -           | 1      | 0      |
| 2016                 | Värnamo Södra        | D4                   | 15         | 0          |                 | -               | -               |                    | -                  | -                  |             | -           | -           | 15     | 0      |
| 2017                 | Värnamo Södra        | D3                   | 19         | 0          |                 | -               | -               |                    | -                  | -                  |             | -           | -           | 19     | 0      |
| Totale Värnamo Södra | Totale Värnamo Södra | Totale Värnamo Södra | 35         | 0          |                 | -               | -               |                    | -                  | -                  |             | -           | -           | 35     | 0      |
| 2019                 | IFK Värnamo          | D1                   | 16         | 1          | CS              | 1               | 0               |                    | -                  | -                  |             | -           | -           | 17     | 1      |
| 2020                 | IFK Värnamo          | E                    | 30         | 2          |                 | -               | -               |                    | -                  | -                  |             | -           | -           | 30     | 2      |
| 2021                 | IFK Värnamo          | S1                   | 20         | 1          | CS              | 1               | 0               |                    | -                  | -                  |             | -           | -           | 21     | 1      |
| 2022                 | IFK Värnamo          | A                    | 30         | 0          | CS              | 3               | 0               |                    | -                  | -                  |             | -           | -           | 33     | 0      |
| Totale carriera      | Totale carriera      | Totale carriera      | 131        | 4          |                 | 5               | 0               |                    | -                  | -                  |             | -           | -           | 136    | 4      |

## Palmarès

### Club

#### Competizioni nazionali
- Superettan: 1

IFK Värnamo: 2021